# الدورة 13 للجنة التراث العالمي
الدورة الثالثة عشرة للجنة التراث العالمي انعقدت في الفترة ما بين 11 ديسمبر وحتى 15 ديسمبر من العام 1989، وذلك في مدينة باريس بفرنسا.

## الأعضاء
- الجزائر
- أستراليا
- البرازيل
- بلغاريا
- كندا
- كوبا
- فرنسا
- اليونان
- الهند
- إيطاليا
- لبنان
- مالاوي
- المكسيك
- النرويج
- باكستان
- سريلانكا
- تونس
- تركيا
- تنزانيا
- الولايات المتحدة
- اليمن